# Fritz Raff
Fritz Raff (* 11. Februar 1948 in Ludwigsburg; † 27. Januar 2011 in Homburg) war ein deutscher Journalist und Rundfunkintendant des Saarländischen Rundfunks. Vom 1. Januar 2007 bis zum 31. Dezember 2008 war Raff Vorsitzender der ARD.

## Leben
Auf den Schulabschluss der Mittleren Reife folgte 1965 bis 1971 die Ausbildung zum Diplom-Verwaltungswirt. In dieser Zeit war er bereits journalistisch für verschiedene Tageszeitungen tätig. Seine erste berufliche Station war die Geschäftsführung des Südwestdeutschen Journalisten-Verbandes (SWJV) bis 1977. Von Stuttgart ging Fritz Raff in die damalige Bundeshauptstadt Bonn, wo er bis 1985 für den Deutschen Journalisten-Verband (DJV) als Hauptgeschäftsführer tätig war. In dieser Funktion vertrat er den DJV als Leiter aller Tarifkommissionen (Zeitungen, Zeitschriften, Rundfunk und freie Journalisten). Zugleich war er DJV-Vertreter z. B. im Trägerverein des Deutschen Presserates oder dem ZDF-Fernsehrat. Dort engagierte Raff sich in verschiedenen Ausschüssen. Zeitweise übernahm er außerdem die Chefredaktion der Fachzeitschrift Journalist.
1985 wurde er direkt zum Oberbürgermeister der Großen Kreisstadt Mosbach in Baden-Württemberg gewählt.
Der damalige Intendant des Saarländischen Rundfunks Manfred Buchwald holte Raff fünf Jahre später als Verwaltungsdirektor des Senders nach Saarbrücken. Dieses Amt übte er bis 1996 aus; ab 1994 bereits als Stellvertretender Intendant. Der Rundfunkrat des Saarländischen Rundfunks (SR) wählte ihn am 20. Mai 1996 für eine fünfjährige Amtszeit (vom 1. August 1996 bis zum 31. Juli 2001) zum Intendanten des SR. Im Jahre 2000 wurde er wiedergewählt, ebenso am 18. September 2005. 
Vom 1. Januar 2007 bis 31. Dezember 2008 war Raff Vorsitzender der ARD, seit 1. Januar 2009 und noch bis 31. Dezember 2010 war er Stellvertretender ARD-Vorsitzender. In Raffs 18 Jahren im öffentlich-rechtlichen Rundfunk war er in verschiedenen Kommissionen von ARD und ZDF als Leiter oder als Mitglied tätig. Zu den Schwerpunkten gehörte die Federführung von bzw. die Mitgliedschaft in interdisziplinären ARD-Arbeitsgruppen (beispielsweise Sportrechte-Agentur, Lenkungsausschuss Hybnet), die Leitung der Arbeitsgruppe „ARD-Marketing-Strategie“ und der Vorsitz der RUTE, der Kommission zur Rundfunk- und Telekommunikationsstrategie der ARD. Außerdem war er sieben Jahre Vorsitzender der gemeinsamen Digitalkommission von ARD und ZDF.
Raff war einer der Vertreter der ARD in der ARTE-Mitgliederversammlung und Vorsitzender der ARD-Strategiegruppe. In seiner Eigenschaft als Vorsitzender der Deutsch-Französischen Hörfunkkommission war er verantwortlich für den kontinuierlichen Ausbau der Zusammenarbeit zwischen Radio France, Radio France Internationale (RFI) und den Hörfunk-Programmen der ARD.
2004 plädierte Raff im Rahmen der Feierlichkeiten zum 40. Jahrestag des Elysée-Vertrages erstmals für die Gründung eines ARTE-Radios. In der Folge wurde am 12. Dezember 2005 beim Saarländischen Rundfunk das deutsch-französische Informationsradio Antenne Saar – als Kooperationsmodell mit RFI, dem SWR und Phoenix über Mittelwelle und DAB – gestartet.
Raff starb in der Nacht zum 27. Januar 2011 im Alter von 62 Jahren in der Uniklinik Homburg an der seltenen und unheilbaren Krankheit Amyotrophe Lateralsklerose, an der er im Herbst 2009 erkrankt war.

## Arbeiten als Intendant
Raff führte den Saarländischen Rundfunk als journalistisch geprägter Intendant. Durch die Ausweitung des Vorabendprogramms von 40 auf nunmehr 120 Minuten und durch die Erweiterung der Sendezeit des Regionalmagazins „Aktueller Bericht“ auf Samstag und Sonntag stärkte er die regionale Kompetenz der Landesrundfunkanstalt. Auch im Programmbereich Wirtschaft – der SR gehört zu den Gründungsmitgliedern von „Plusminus“ – baute Raff die Kompetenz des Senders durch die Einführung des regionalen Wirtschafts- und Service-Magazins „bonus“ aus. Das gilt auch für den Programmschwerpunkt Reise mit den Sendungen „Ratgeber Reise“ im Ersten und „100 Prozent Urlaub“ sowie diversen Features und Dokumentationen im Dritten. Raffs Entscheidung, den wöchentlichen Kulturspiegel im Vorabendprogramm auszustrahlen, brachte dem Magazin eine Verdopplung der Zuschauerzahlen.
Raffs Erfolgsbilanz wurde überschattet von dem Skandal um die 'Telefilm Saar', eine Tochtergesellschaft des Saarländischen Rundfunks, die wegen ihres Geschäftsführers Joachim Schöneberger 2007 in finanzielle Schwierigkeiten geriet – es fehlten 15 Millionen Euro – und schließlich aufgelöst wurde.

## Hörfunk
Im Hörfunk gilt der SR dank Raffs zahlreicher grenzüberschreitender Initiativen als der französischste aller ARD-Sender. Für die 14- bis 25-Jährigen hat er mit „103.7 UnserDing“ eine eigene Jugendwelle eingerichtet (in Kooperation mit „Dasding“ beim SWR).
Raff war zusammen mit seinem damaligen Intendantenkollegen Peter Voß der Initiator der ersten senderübergreifenden Fusion zweier Rundfunkorchester: des Rundfunk-Sinfonieorchesters Saarbrücken und des SWR-Rundfunkorchesters Kaiserslautern. Die beiden fusionierten 2007 zur Deutschen Radio Philharmonie Saarbrücken Kaiserslautern.